# Осниківська сільська рада
Осниківська сільська рада — колишня адміністративно-територіальна одиниця та орган місцевого самоврядування у Черняхівському районі Волинської округи, Київської та Житомирської областей Української РСР з адміністративним центром у селі Осники.

## Населені пункти
Сільській раді на час ліквідації були підпорядковані населені пункти:
- с. Осники

## Населення
Кількість населення ради, станом на 1923 рік, становила 1 020 осіб, кількість дворів — 133.

## Історія та адміністративний устрій
Створена 1923 року в с. Осники Бежівської волості Житомирського повіту Волинської губернії. 7 березня 1923 року увійшла до складу новоствореного Черняхівського району Житомирської (згодом — Волинська) округи.
Станом на 1 вересня 1946 року сільська рада входила до складу Черняхівського району Житомирської області, на обліку в раді перебувало с. Осники.
Ліквідована 11 серпня 1954 року, відповідно до указу Президії Верховної ради Української РСР «Про укрупнення сільських рад по Житомирській області», територію ради та с. Осники приєднано до складу Високо-Української сільської ради Черняхівського району Житомирської області.